# Hugo II. (St. Pol)

Wappen Hugos II.

Hugo II. (franz.: Hugues II; † wohl nach 1119) war ein Graf von Saint-Pol aus dem Haus Candavene.
Hugo folgte um das Jahr 1078 seinem älteren Bruder, Guido I., als Graf von Saint-Pol nach. Zusammen mit seinem ältesten Sohn nahm er am ersten Kreuzzug im Gefolge des Grafen Robert II. von Flandern teil. Wilhelm von Tyrus nennt beide bei ihrer Kreuznahme 1096 und bei der Belagerung von Antiochia 1098. Albert von Aachen berichtet vom Tod des Sohnes bei der Belagerung Maarat an-Numan.
Nachdem Hugo aus dem heiligen Land zurückgekehrt war, begann er eine langjährige Fehde gegen seinen Lehnsherren Graf Balduin VII. von Flandern. 1117 wurde Saint-Pol von dem Grafen von Flandern erobert, worauf auf Vermittlung des Grafen Eustachius III. von Boulogne ein Frieden geschlossen wurde. Gegen Graf Karl den Guten nahm er ab 1119 den Krieg wieder auf, was aber zur Zerstörung von Saint-Pol führte.
Hugo heiratete vor 1061 Hélissende, eine Tochter des Grafen Enguerrand II. von Ponthieu und Nichte Wilhelms des Eroberers. Ihre Kinder waren:
- Enguerrand († 1098 bei Maarat an-Numan)
- Hugo III. Campdavene († 1145 oder später), Graf von Saint-Pol